# Jacques Maritain
Jacques Maritain (París, 18 de novembre de 1882 – Tolosa, 28 d'abril de 1973) fou un filòsof catòlic francès. Representant de la neoescolàstica, especialment del neotomisme, va ajudar a recuperar la figura de Sant Tomàs d'Aquino per als temps moderns. Fou un destacat redactor de la Declaració Universal dels Drets Humans. L'interès de Maritain, així com la seva obra abasten molts aspectes de la filosofia, incloent l'estètica, la teoria política, la filosofia de la ciència, la metafísica, l'educació, la litúrgia i l'eclesiologia. Fou precursor de la democràcia cristiana.

## Biografia
Maritain va néixer el 18 novembre 1882 a París, fill de Geneviève Favre i del seu espòs Paul Maritain, que era advocat. Va ser criat en un ambient protestant liberal. Va estudiar al IV Lycée Henri i més tard ciències naturals, química, biologia i física a la Sorbona. Criat com protestant, es va convertir al catolicisme el 1906 sota la influència de Léon Bloy. El 1904 es va casar amb Raïssa Oumansoff, migrant jueva d'origen rus, amb qui va compartir moltes de les seves inquietuds intel·lectuals i algunes de les seves obres. Maritain fou deixeble de Bergson i professor de l'Institut Catholique de Paris des del 1914. Durant la Segona Guerra Mundial fugí als Estats Units, on va ensenyar a la Universitat de Colúmbia, al Comitè de Pensament Social de la Universitat de Chicago, a la Universitat de Notre Dame i la Universitat de Princeton. Durant el període de 1945-48 fou ambaixador de França al Vaticà. Després, va tornar a la Universitat de Princeton com a professor emèrit des del 1956. Raïssa Maritain va morir el 1960. Després de la seva mort, Jacques va publicar el seu diari amb el títol Diari de Raïssa. Des de 1961, Maritain va viure amb els Petits Germans de Jesús a Tolosa de Llenguadoc, França. Jacques Maritain i Raïssa Oumansoff són enterrats al cementiri de Kolbsheim, un petit poble francès on havia passat molts estius a la finca dels seus amics, Antonio i Alejandro Grunelius.

## Pensament
La base del pensament de Maritain és aristotèlica, especialment tomista i influenciada pels comentaristes tomistes, especialment per Joan de St.Tomàs. La filosofia de Maritain es basa en l'opinió que la metafísica és anterior a l'epistemologia. En primer lloc, l'ésser és conegut per l'abstracció reflexiva de l'experiència sensorial. Hom experimenta un ésser particular, per exemple, una tassa, un gos, etc. i per mitjà de la reflexió en la sentència, per exemple, «Aquest és un gos», es reconeix que l'objecte en qüestió és una entitat. En segon lloc, l'experiència pot arribar al que Maritain anomena «una intuïció de l'ésser». Per Maritain aquest és el punt de partida de la metafísica.
Tenint en compte aquesta prioritat donada a la metafísica, Maritain defensa una epistemologia que ell anomena «realisme crític». L'epistemologia de Maritain no és «crítica» en el sentit de Kant, que sostenia que només podia saber després de fer una crítica en profunditat d'una de les habilitats cognitives. Més aviat, és molt important en el sentit que no és un realisme ingenu o no-filosòfic, sinó que es defensa per mitjà de la raó. Contra el projecte crític de Kant, Maritain sosté que l'epistemologia és reflexiva, només es pot defensar una teoria del coneixement a la llum dels coneixements que ja s'han assolit. En conseqüència, la qüestió fonamental no és la qüestió plantejada per la filosofia moderna: Com es passa del que es percep al que és?. En contrast, l'idealisme acaba inevitablement en contradicció, ja que no reconeix la validesa universal dels principis bàsics d'identitat, contradicció ni fermesa. Aquestes es limiten a les lleis del pensament o del llenguatge, però no de l'ésser, la qual cosa obre el camí a l'aparició de contradiccions en la realitat.
El 1910, Jacques Maritain va completar la seva primera contribució a la filosofia moderna, amb la publicació d'un article titulat La raó i la ciència moderna, publicat a la Revue de Philosophie. Hi advertia que la ciència esdevenia una divinitat, i la seva metodologia usurpava el paper de la raó i la filosofia.
Maritain va ser un ferm defensor d'una ètica de la llei natural. Considerava l'ètica arrelada en la naturalesa humana. Per Maritain la llei natural no és coneguda principalment, a través de l'argumentació filosòfica i la demostració per la raó, sinó més aviat a través de la «connaturalitat» o el coneixement connatural. Sabem de la llei natural a través de la nostra relació directa amb la natura, a partir de l'experiència humana. De vital importància és l'argument de Maritain que els drets naturals tenen l'origen en la llei natural. Això va ser clau per a la seva participació en l'elaboració de la Declaració Universal dels Drets Humans de les Nacions Unides.
A nivell polític Maritain va defensar el que va qualificar com «humanisme integral». Per a ell la forma secular de l'humanisme és inevitablement anti-humana en el sentit que es nega a reconèixer la persona integralment, per què la dimensió espiritual de la naturalesa humana és rebutjada. Aquesta dimensió espiritual és un aspecte fonamental de la persona humana. L'humanisme integral explora les perspectives d'una nova cristiandat, arrelada en el pluralisme filosòfic, i així podria conformar el discurs polític i la política en un futur en una societat plural.
Maritain desenvolupa una teoria de la cooperació, per mostrar com les persones de diferents posicions intel·lectuals, poden cooperar per assolir objectius comuns a la pràctica. La teoria política de Maritain va ser molt influent i va ser una font principal del moviment demòcrata cristià.
Durant la Segona Guerra Mundial, Jacques Maritain va protestar per les polítiques del govern de Vichy durant l'ensenyament a l'Institut Pontifici d'Estudis Medievals al Canadà. Més endavant es va mudar a Nova York, on es va implicar profundament en les activitats de rescat d'acadèmics perseguits i amenaçats, molts d'ells jueus, cap als Estats Units. Va tenir un paper decisiu en la fundació de l'École Lliure des Hautes Études, una espècie d'universitat de l'exili que va funcionar com centre de la resistència gaullista als Estats Units. Després de la guerra, va intentar sense èxit que el papa Pau IV parlés sobre la qüestió de l'antisemitisme i els mals de l'Holocaust.

## Obres
Autor de més de 60 llibres. Obres de més influència en l'àmbit català:
- La philosophie bergsonienne (1914)
- Art et scolastique (1920)
- Éléments de philosophie (1920-23)
- Distinguer pour unir (1932)
- De la philosophie chrétienne (1933)
- Humanisme intégral (1936; traducció catalana, 1966)
- Le crépuscule de la civilisation (1941)
- De Bergson à Thomas d'Aquin (1944)
- La philosophie morale (1960)
- Un vieux laïc s'interroge à propos du temps présent (1966)